# Wülflingen (Haßfurt)
Wülflingen ist ein Gemeindeteil der Kreisstadt Haßfurt im unterfränkischen Landkreis Haßberge in Bayern.

## Geographie
Das Kirchdorf Wülflingen liegt am rechten Ufer des Mains westlich der Kernstadt von Haßfurt auf 229 m ü. NHN. Durch den Ort führt die Staatsstraße 2447 (früher Bundesstraße 26) von Obertheres nach Haßfurt sowie der Fränkische Marienweg. In Wülflingen mündet die Wässernach in den Main.

## Geschichte
Wülflingen wurde am 1. Mai 1978 im Zuge der Gebietsreform in Bayern nach Haßfurt eingegliedert.